# Julius von Flotow
Julius von Flotow: Julius Christian Gottlieb Ulrich Gustav Georg Adam Ernst Friedrich von Flotow (9 de marzo de 1788 - 15 de agosto de 1856) fue un oficial militar de Alemania, naturalista y briólogo, nacido en la ciudad de Pitzerwitz (polaca Pstrowice) en la región de Neumark.
Debido a serias heridas de guerra, Flotow obtuvo un retiro temprano de la carrera militar, haciendo docencia en una escuela privada en Hirschberg. Se especializó en estudios de liquenes.

## Algunas publicaciones
- 1829. «Lichenen. vorzüglich in Schlesien, der Mark und Pommern gesammelt. Mit. Text» vols. 1—4, 1—228, Hirschberg

- 1836. Reisebericht über eine Excursion nach einem Theile des südöstlichen Riesengebirges. 60 pp.

- 1844. Über Haematococcus Pluvialis «Nova Acta Acad. Caesar. Leopold. Carol.» tomo XX (2)

- 1848. «Dr. Rabenhorsts Lichenes Italici» «Linnaea»

- 1849-1850. Lichenes Florae Silesiae. «Linnaea»

- 1850. «Ueber Collemaceen» «Linnaea»

## Honores
- 1856: galardonado con un grado académico honorario de la Universidad de Breslavia

Género
- (Familia Asteraceae) Flotovia Spreng. 1826[1]

- La abreviatura «Flot.» se emplea para indicar a Julius von Flotow como autoridad en la descripción y clasificación científica de los vegetales.[2]